# Zoo de Santillana
Le Zoo de Santillana est un parc zoologique espagnol situé à Santillana del Mar, en Cantabrie. Il couvre environ 6 hectares, sur lesquels sont présentés environ 2 000 animaux. Fondée en 1977 par José Ignacio Pardo de Santayana, il est encore sa propriété. Il dirige également la Fondation Zoo de Santillana, destinée à la conservation de la nature. Sa gérante et directrice est María Pardo de Santayana.

## Historique
Il a été créé en 1977 par José Ignacio Pardo de Santayana et son épouse Maribel Angulo, qui sont toujours propriétaires et dirigent toujours le zoo[réf. nécessaire].

## Installations et faune présentée
Il présenterait plus de 2 000 animaux, dont notamment des orangs-outans, des tigres de Sumatra, des gazelles dorcas, des chevaux de Przewalski et des singes araignées.
Le parc compte plusieurs zones thématiques :
- Le Jardin des Papillons, à l'environnement tropical.
- La Ferme, où se trouvent de nombreux animaux domestiques.
- Le Parc Quaternaire, où sont présentées des répliques des espèces qui vivaient à Santillana il y a 14 000 ans, lorsque ont été créées les peintures rupestres de la Grotte d'Altamira, située sur la même commune.

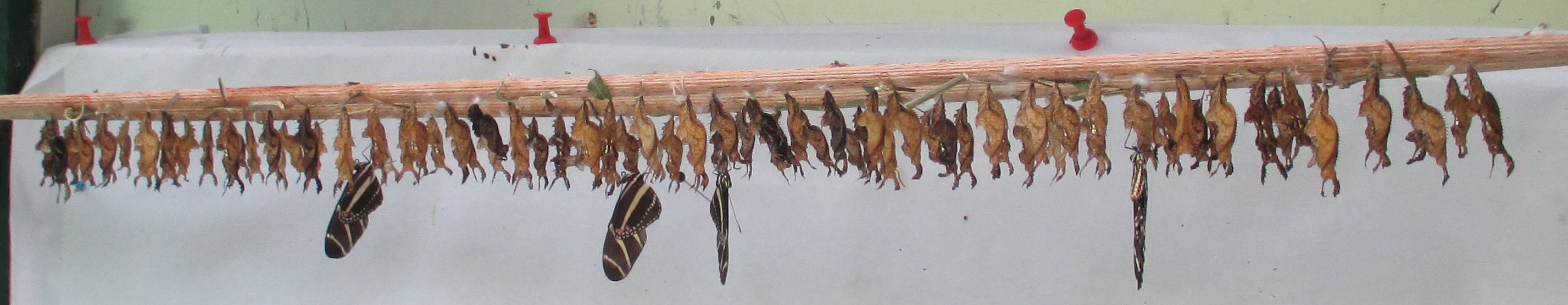
Chrysalides dans la serre des papillons.